# Portret kardynała Albergatiego
Portret kardynała Albergatiego (obraz zapisywany również pod tytułem Portret Kardynała) – obraz olejny namalowany przez Jana van Eycka w latach 30. XV wieku. Znajduje się w zbiorach Muzeum Historii Sztuki w Wiedniu.
Tożsamość modela przez lata wzbudzała kontrowersje. W drugiej połowie XX wieku stwierdzono, że obraz przedstawia kardynała Mikołaja Albergatiego.
Data ukończenia obrazu jest przedmiotem kontrowersji. Według jednej z hipotez obraz został ukończony ok. 1435. Gotowe dzieło miało był prezentem od księcia Burgundii Filipa III Dobrego, który chciał w ten sposób podziękować kardynałowi za przeprowadzenie kongresu, który zakończył wojnę między Francją a Burgundią. Inna hipoteza głosi, że Jan van Eyck rozpoczął pracę nad obrazem pod koniec 1431 roku, ale z nieznanych powodów przerwał pracę na kilka lat. Pobyt kardynała na dworze Filipa Dobrego miało stanowić pretekst do ukończenia prac nad obrazem. Web Gallery of Art datuje obraz na lata 1431–1432. Według informacji podanych na portalu, zleceniodawcą obrazu miał być Filip Dobry. Istnieje jest pogląd, jakoby obraz powstał w 1438 roku, gdy malarz i kardynał ponownie się spotkali, tym razem w Wenecji lub Norymberdze. Datę tę przyjęło również Muzeum Historii Sztuki w Wiedniu.
Obraz namalowano na desce dębowej o wymiarach 34,1 × 27,3 cm. Kardynał został ukazany dostojnie i surowo. Jest zamyślony, jego spojrzenie jest nieobecne, wzrok kieruje w odległą przestrzeń. Przedstawienie głowy i torsu podkreśla siłę moralną i intelektualną kardynała. Kapłan ma na sobie czerwony płaszcz podszyty białym futrem.